# Филиппов, Борис Андреевич
Бори́с Андре́евич Фили́ппов (настоящая фамилия — Филисти́нский; 24 июля [6 августа] 1905, Ставрополь, Российская империя — 3 мая 1991, Вашингтон, США) — общественный и культурный деятель русского зарубежья, литературовед, прозаик, поэт, публицист, редактор, издатель, мемуарист.

## До войны
Родился в семье Андрея Андреевича Филистинского, офицера русской императорской армии (погиб на фронте Первой мировой войны). Мать, Лидия Андреевна (урожд. Козина), работала зубным врачом. Племянник академика-монголоведа С. А. Козина. Окончил ЛИЖВЯ (1924—1928), специализировался по монголоведению, интересовался буддизмом и индуизмом. Во время учёбы в 1927 году был арестован на два месяца за участие в религиозно-философском кружке С. А. Аскольдова «Братство св. Серафима Саровского». В 1933 году окончил Ленинградский институт инженеров промышленного строительства.
Повторно был арестован в 1936 году и осуждён на 5 лет ИТЛ. Находился в лагерях на территории Коми АССР до 1941 года.

## Во время Второй мировой войны
После выхода из лагеря поселился в городе Колмове под Новгородом. В августе 1941 года, после взятия немецкими войсками Новгорода, оказался на оккупированной территории. Во время Великой Отечественной войны возглавил вспомогательную полицию Новгорода, публиковал статьи в псковской коллаборационистской газете «За родину» — «О Родине и большевизме», «Борьба молодежи с марксизмом», «Поэты-жертвы большевизма» (о репрессированных деятелях русской культуры) и другие. В 1944 году в связи с приближением к Новгороду советских войск вместе с матерью ушел с отступающими нацистами — сначала в Псков, а затем в Ригу. Печатался в газете «Новое слово».
Обвинён в массовых казнях, лично убил более 150 человек. Несмотря на то, что советские власти настойчиво добивались выдачи Филиппова как военного преступника, принудительной репатриации в СССР он избежал. Сам Филиппов в послевоенное время всегда категорически отрицал своё участие в военных преступлениях, в том числе и обвинения советских властей своего участия в массовых убийствах в Новгороде.

## После Второй мировой войны
После окончания войны укрылся в Баварии, в лагере для перемещенных лиц близ Касселя, затем под Мюнхеном. В целях конспирации изменил фамилию на Филиппов. Провёл в Германии пять послевоенных лет.

## Жизнь в США
В 1950 году переселился из Западной Германии в США. Сначала жил в Нью-Йорке, в 1954 году переехал в Вашингтон. Принял американское гражданство. Сотрудничал с Русской службой радиостанции «Голос Америки», преподавал русскую литературу в Нью-Йорском, Канзасском, Йельском и Вандербильтском университетах. Профессор Американского университета в Вашингтоне. Скончался 3 мая 1991 года. Похоронен на кладбище Рок-Крик в городе Вашингтоне.

## Редакционно-издательская деятельность
В 1950—1970-е годы совместно с Г. П. Струве подготовил и издал собрания сочинений Б. Пастернака, А. Ахматовой, Н. Гумилёва, О. Мандельштама, Н. Клюева. Возглавлял издательство «Международное литературное содружество» («InterLanguage Literary Associates»), выпустившее десятки книг, запрещённых в СССР.

## Реабилитация
6 июня 1995 года реабилитирован Прокуратурой Санкт-Петербурга в отношении обвинений по приговору 1936 года.

## Семья
Его мать, Лидия Андреевна, жила со своим единственным сыном до самой смерти. 
- 1-й брак – Бушман (урожд. Сидорова-Евсеева) Ирина Николаевна (1921, Царское Село—2006, Германия)[10], поэт, литературовед и переводчик.
  - Дочь — Елизавета
- 2-й брак — Анстей (урожд. Штейнберг) Ольга Николаевна. Падчерица, Елена Матвеева, жила в семье матери и отчима
- 3-й брак — Жиглевич Евгения Владимировна